# F Chopper Koga
F chopper KOGA (F チョッパー KOGA), de son vrai nom Michiko Koga (古賀美智子, Koga Michiko), née le 22 décembre 1986 à la Préfecture d'Aichi au Japon, est une bassiste japonaise, membre du groupe de Gacharic Spin depuis 2009 et de DOLL$BOXX depuis 2012. Elle a notamment été membre du groupe The Pink Panda à ses débuts.

## Groupes
- The Pink Panda (2005 - 2006)
- Gacharic Spin (2009 - présent)
- DOLL$BOXX (2012 - présent)

## Discographie en groupe

### Avec Gacharic Spin
Mini-album
1. 25 mai 2011 - VIRGIN-A.

Albums studio
1. 6 mars 2013 - Delicious[1].
2. 9 avril 2014 - Winner[2].

Singles
1. 5 mars 2010 - Lock On!!
2. 2 juin 2010 - Hunting Summer (ハンティングサマー)
3. 6 septembre 2010 - Yukinaku ~Setsunaku~ Melody (雪泣く～setsunaku～メロディー)
4. 27 juin 2012 - Nudie Rhythm (ヌーディリズム)
5. 19 mars 2014 - Boku Dake no Cinderella (僕だけのシンデレラ)

### Avec DOLL$BOXX
Album
1. 12 décembre 2012 - Dolls Appartment